# Cos basal

Estructura del flagel eucariota. 1-axonema, 2-membrana plasmàtica, 3-IFT (Transport intraflagelar), 4-cos basal, 5-secció del flagel, 6-triplets de microtúbuls del cos basal.

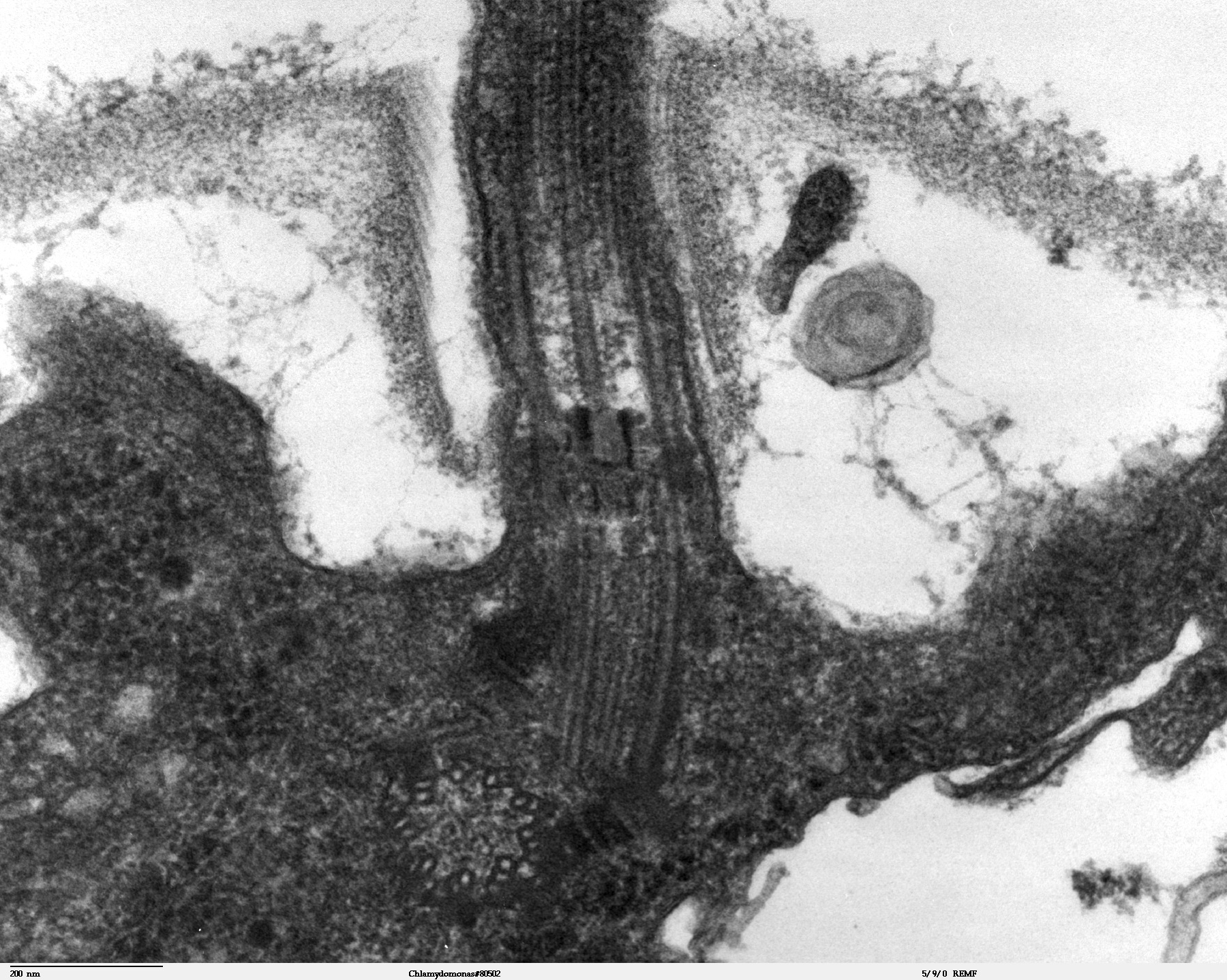
Secció longitudinal de Chlamydomonas reinhardtii. S'aprecia l'inici del flagel i el cos basal.

Un cos basal o cinetosoma és una estructura que es presenta a la base dels undilopodis eucariotes (Cilis o flagels) i que serveix com a punt de nucleació per al creixement dels microtúbuls de l'axonema. Els cossos basals es deriven dels centríols a través d'un procés en gran part desconegut. Són estructuralment iguals, cadascun d'ells conté una configuració helicoidal en 9+0 triplets de microtúbuls (9 exteriors i 0 interiors) formant un cilindre buit.
Els centríols, a partir dels quals es forma el cos basal, actuen com a punts d'ancoratge per a les proteïnes, que al seu torn ancoren els microtúbuls en els centrosomes, un tipus de centre organitzatiu de microtúbuls. Aquests microtúbuls proporcionen l'estructura i faciliten el moviment de les vesícules i orgànuls dins de moltes cèl·lules eucariotes. Els cossos basals, no obstant això, són específicament bases per als cilis i flagels que s'estenen fora de la cèl·lula.
La regulació de la producció del cos basal i la seva orientació espacial és una funció del domini d'enllaç dels nucleòtids de la γ-tubulina (Shang et al, 2005).